# Barbara Barberon-Zimmermann
Barbara Barberon-Zimmermann (* 1967 in Celle) ist eine deutsche Autorin und Redakteurin. Sie ist Initiatorin und Intendantin des Deutsch-Französischen Kulturfestivals arabesques.

## Ausbildung
Barbara Barberon-Zimmermann studierte Soziologie, Wirtschafts- und Rechtswissenschaften in Hamburg. Von 1992 bis 1994 absolvierte sie einen Aufbaustudiengang in Sozialökonomie.

## Leben
Zwischen 1989 und 1999 war Barbara Barberon-Zimmermann Redakteurin bei der Zeitschrift für Stadtkultur Szene Hamburg.
1999 gründete sie aramic, eine Agentur für Grafik und Text in Chinon, Frankreich, gemeinsam mit Yann Barberon, Grafiker.
Zwischen 1999 und 2006 war sie als Texterin und Lektorin für Theater, Schlösser, Museen, Tourismus tätig. Sie verfasste literarische Übersetzungen.
Seit 2006 ist als Redakteurin, Hörbuchautorin, Übersetzerin, Lektorin und Kulturmanagerin in Hamburg freiberuflich tätig.
Von 2007 bis 2014 arbeitete sie im Silberfuchs-Verlag, Verbund freier Autoren, als Autorin in der Reihe „Länder hören – Kulturen entdecken“ und als Redakteurin für die Länder- und Komponistenreihe.
Von 2009 bis 2025 war sie Vorstandsmitglied der Deutsch-Französischen Gesellschaft Cluny e.V.
2011 initiierte sie gemeinsam mit Nicolas Thiébaud die ersten Deutsch-Französischen Kulturtage arabesques. Seit 2012 verantwortet sie als Intendantin das Deutsch-Französische Kulturfestival arabesques. Sie ist 1. Vorsitzende des 2014 gegründeten Vereins arabesques-hamburg e.V.

## Veröffentlichungen
- Hörbuch Frankreich hören, Silberfuchs-Verlag, Autorin: Barbara Barberon-Zimmermann, Sprecher: Rolf Becker, 2008[5]
- Hörbuch Polen hören, Silberfuchs-Verlag, Autorin: Barbara Barberon-Zimmermann, Sprecher: Josef Tratnik, 2010[6]
- Hörbuch Finnland hören, Silberfuchs-Verlag, Autorin: Barbara Barberon-Zimmermann, Sprecher: Dietmar Mues, 2012[7]

## Auszeichnungen
Das Hörbuch „Polen hören“ wurde mit dem ITB BuchAward 2011 ausgezeichnet.
Im Juni 2019 wurde sie für die Auszeichnung Metropolitaner Award der Metropolregion Hamburg nominiert.
2020 wurde sie durch das französische Kulturministerium als Chevalier de l’Ordre des Arts et des Lettres (Ritter des Ordens für Kunst und Literatur) ausgezeichnet.
2023 wurde der Festivalförderverein arabesques-hamburg e.V. mit dem Joseph Rovan Preis für das Engagement für den deutsch-französischen Kulturaustausch sowie den „Coupe arabesques“ ausgezeichnet, einen Fußballaustausch von Jugendmannschaften aus Hamburg und seiner Partnerstadt Marseille.